# San Isidro (norra Pinal de Amoles kommun)
San Isidro är en ort i Mexiko.   Den ligger i kommunen Pinal de Amoles och delstaten Querétaro Arteaga, i den centrala delen av landet, 210 km norr om huvudstaden Mexico City. San Isidro ligger 1 387 meter över havet och antalet invånare är 145.
Terrängen runt San Isidro är bergig åt nordväst, men åt sydost är den kuperad. Runt San Isidro är det glesbefolkat, med 17 invånare per kvadratkilometer. Närmaste större samhälle är Jalpan, 15,5 km öster om San Isidro. I omgivningarna runt San Isidro växer huvudsakligen savannskog.